# Herman Uyttersprot
Herman Uyttersprot (Denderbelle, 16 april 1909 - Gent, 12 november 1967), eigenlijk Clément César Léonce Herman Uyttersprot, was een Belgisch germanist en hoogleraar. Hij was een groot kenner van de Duitse auteurs Franz Kafka, Rainer Maria Rilke en Heinrich von Kleist.

## Levensloop
Herman Uyttersprot was de jongste zoon van de hoofdonderwijzer en burgemeester van Denderbelle, Constant Uyttersprot. Gedurende anderhalve eeuw stonden leden van de onderwijzersfamilie Uyttersprot aan het hoofd van de dorpsschool, onder meer tijdens de schoolstrijd (1879-1884).
Herman volgde secundair onderwijs aan de rijksmiddelbare school in Dendermonde (1920-1923) en aan het Koninklijk Atheneum in Gent (1923-1926).
Hij studeerde Germaanse filologie aan de Rijksuniversiteit Gent en had er als professoren Karel van de Woestijne, Frank Baur, Henri Pirenne, Fabrice Polderman, Edgard Blancquaert, Franz De Backer, Robert Foncke en Julius Persyn. In 1930 promoveerde hij op een proefschrift over Heine en het Heinianisme in de Nederlandse letterkunde. Als student was hij lid van het Taalminnend Genootschap 't Zal Wel Gaan en hoofdredacteur van het blad Den 't Zal-Wel-Ganer.
Hij werd leraar in het rijksonderwijs, achtereenvolgens in Bergen (1930-1935), Leuven (1935) en Aalst (1935-1945). Hij bleef publiceren over Heinrich Heine en schreef ook over Gerrit Engelke en Heinrich von Kleist. Hij verdiepte zich tevens in de werken van Friedrich Nietzsche en Rainer Maria Rilke. Tijdens de Tweede Wereldoorlog schreef hij in het clandestien verzetsblaadje 't Brugse Vrije.
In zijn Aalsterse tijd was hij:
- voorzitter van de afdeling Aalst van het Willemsfonds;
- bibliothecaris voor de bibliotheek van het Willemsfonds in Denderbelle;
- spelend lid (vanaf 1936 dirigent) van de fanfare De Jonge Denderlingen in Denderbelle.

In 1945 werd Uyttersprot lector aan de Gentse universiteit en verving er professor Polderman voor de cursus Geschiedenis van de Duitse letterkunde en verklaring van teksten van moderne Duitse auteurs.
In 1948 behaalde hij met de grootste onderscheiding het aggregaat hoger onderwijs met de scriptie Heinrich von Kleist: de mens en het werk. Hij werd in december 1948 docent en in april 1951 gewoon hoogleraar aan de Gentse universiteit. In 1958 volgde hij professor Franz De Backer op als titularis van de cursus Inleiding tot de geschiedenis van de moderne letterkunde.
Zeer geapprecieerd door zijn studenten, bewoog Uyttersprot zich in een ruime vriendenkring waar onder meer toe behoorden: Johan Daisne, Louis Paul Boon, Prosper De Smet, Nico Rost en Suzanne Lilar. Onder zijn oud-studenten bevonden zich Paul de Wispelaere, Willy Roggeman, Marcel Wauters, Fernand Handpoorter, Rudolf Van de Perre, Dirk De Witte, Loekie Zvonik, Ludo Abicht en Nicole Verschoore.
Uyttersprot was lid van:
- de Maatschappij der Nederlandse Letterkunde (1953),
- het International Institute of Arts and Letters (1956),
- de Deutsche Akademie für Sprache und Dichtung (1957),
- de Koninklijke Vlaamse Academie van België voor Wetenschappen en Kunsten (1958).

Naast andere essays over Rilke, publiceerde hij indringende ontledingen van zijn gedichten, o.m. van het monumentale Die Marienprozession Gent uit Neue Gedichte.
Niet enkel de degelijkheid van zijn literair-wetenschappelijk werk werd geprezen, ook de wijze waarop hij zijn kennis overbracht op zijn studenten werd in hoge mate gewaardeerd.

## Publicaties
- Enkele beschouwingen over Rilke's Neue Gedichte, 1947.
- Rilke en Vlaanderen, 1949.
- Heinrich Heine en zijn invloed op de Nederlandse letterkunde, 1953.
- Paul van Ostaijen en zijn proza, Antwerpen, 1959.
- Paul van Ostaijen, radiolezingen, postuum gebundeld, 1968.
- Eine neue Ordnung der Werke Kafkas?, 1957. Deze publicatie leidde tot een uitgebreide polemiek onder Duitstalige en Angelsaksische Kafka-specialisten.
- Praags cachet : opstellen over Rainer Maria Rilke.
- Franz Kafka.
- Heinrich von Kleist: de mensch en zijn werk.

## Eerbetoon
- Zijn monografie Heinrich Heine en zijn invloed op de Nederlandse letterkunde werd in 1946 bekroond door de Koninklijke Vlaamse Academie voor Taal- en Letterkunde en verscheen in 1953.
- August Beernaertprijs van de Vlaamse Academie voor zijn essay Paul van Ostaijen en zijn proza (1960).
- Goethe-Medaille van het Goethe-Institut München (1963).
- Interprovinciale prijs voor zijn essays Praags cachet: opstellen over Rainer Maria Rilke en Franz Kafka (1964).
- Vijfjaarlijkse Staatsprijs voor essay en kritiek (periode 1960-1965).

## Postuum
- In 1971 werd het 'Studiecentrum prof. dr. Herman Uyttersprot' opgericht, dat gedurende enkele decennia het opzoekingswerk van de hoogleraar verder zette.
- In 1981 werd hij herdacht in zijn geboortedorp.
- In 1983 werd aan de Gentse universiteit een internationaal Kafka-colloquium georganiseerd, ter nagedachtenis van de grote Kafka-kenner.
- Sinds 2006 reikt de alumnivereniging Bond van Gentse Germanisten (BGG) jaarlijks de Herman Uyttersprotprijs uit aan het beste afstudeerwerk.